# Кох, Отто Альберт

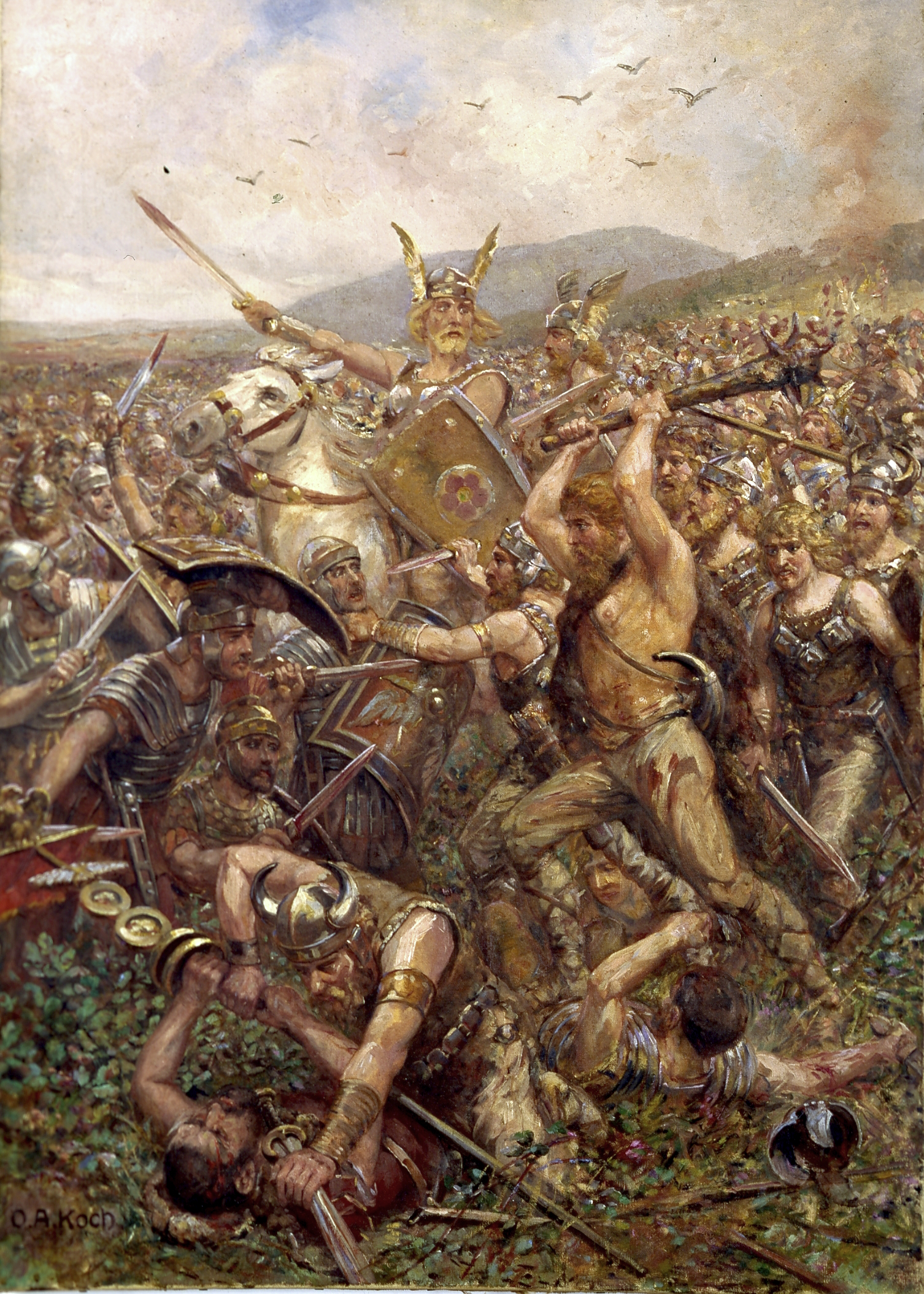
Битва в Тевтобургском Лесу. 1909 г.

Отто Альберт Кох (28 мая 1866, Мангейм — 1920, Гейдельберг) — немецкий исторический и жанровый живописец, акварелист.

## Биография
Учился на дизайнера. Художник-самоучка. Совершил поездку в Италию, Португалию, Тироль и Нидерланды. Несколько лет провёл в Детмольде.
Из-за слабого здоровья поселился в курортном городе Баден-Баден, где начал профессионально заниматься живописью. Ему помогло его знакомство с художником и покровителем искусства Робертом Энгельхорном, сыном, основателя компании BASF.
Вместе с Энгельхорном он основал «Свободное сообщество художников Баден-Бадена».
Экспонировал свои работы в Мюнхенском стеклянном дворце, выставках Мюнхенского сецессиона. В 1909 году основал в Баден-Бадене Staatliche Kunsthalle, ныне всемирно известным выставочный зал.

## Творчество
Автор жанровых картин, полотен на сюжеты из мифологии, древнегерманской истории, пейзажей. Наиболее известной его работой является большое полотно «Триумфальная процессия Вакха».
Кроме того, занимался рекламной графикой, плакатист.
|  |  |  |  |